# Делић
Делић је презиме.

### Бошњаци
- Расим Делић (1949–2010), начелник Генералштаба Армије Републике Босне и Херцеговине

## Срби/Хрвати
- Адријана Делић (рођена 1996), српска фудбалерка
- Божидар Делић (1956–2022), генерал Војске Југославије у пензији, актуелни потпредседник Скупштине Србије
- Младен Делић (1919–2005), хрватски спортски коментатор
- Светозар Делић (1885–1967), први комунистички градоначелник Загреба, Хрватска